# 久保清太郎
久保 清太郎（くぼ せいたろう、1832年12月29日（天保3年閏11月8日）- 1878年（明治11年）10月2日）は、幕末の長州藩士、明治期の官僚。名・久清、通称・清太郎、松太郎。明治2年（1869年）に断三と改める。号・淞東。

## 経歴
長州藩士の久保五郎左衛門の長男として、萩城下松本村（現：山口県萩市）で生まれる。松下村塾で玉木文之進、吉田松陰に学ぶ。13歳で家督を相続。安政2年（1855年）、江戸藩邸の大番手として約2年間勤める。この間、古賀茶渓、羽倉簡堂、東条英庵、塩谷宕陰に学んだ。
安政4年4月29日（1857年5月22日）に帰藩し、富永有隣の出獄に尽力して、彼と松陰の3人で協力して松下村塾を独立させる。
安政5年7月（1858年8-9月）に藩務に復帰し、明倫館出勤、三田尻講習堂出勤、政事堂出勤、舟木代官、上関代官、筑前伊崎代官、山口藩会計主事などを歴任。
明治3年（1870年）、山口藩権大参事となる。廃藩置県後、山口県少参事に就任。明治5年（1872年）、名東県（現：徳島県）参事となり、のち権令に就任。1874年（明治7年）11月、度会県（現：三重県）権令に転任。1876年（明治9年）7月20日に退官し、東京に転居した。墓所は青山霊園(1イ3-2)